# بليك بال
بليك بال هو لاعب هوكي الجليد كندي، ولد في 25 فبراير 1938 في سانت توماس في كندا، وتوفي في 20 يناير 2006.

## وصلات خارجية
- بليك بال على موقع EliteProspects.com (الإنجليزية)
- بليك بال على موقع HockeyDB.com (الإنجليزية)
- بليك بال على موقع Hockey-Reference.com (الإنجليزية)